# Don't Stop Believin'
Singles de Journey
Who's Crying Now (en)
(1981) Open Arms
(1982)
Don't Stop Believin' est une chanson du groupe rock américain Journey, sortie à l'origine en tant que single de leur album Escape en 1981; elle devint immédiatement un tube, atteignant la neuvième place du Billboard Hot 100. Au Royaume-Uni, le titre n'entre pas dans le top 40 à sa sortie ; cependant, il atteignit la sixième place lors d'une réédition en 2009, sa popularité ayant augmenté de par son usage récurrent dans la série musicale Glee.
Mike DeGagne du site AllMusic décrit Don't Stop Believin' comme une « chanson rock parfaite » et un « hymne », avec « l'un des meilleurs riffs d'intro au piano de l'histoire du rock ». En novembre 2011, le titre détenait le record de ventes du catalogue de iTunes Store avec 5 millions de téléchargements.
La chanson peut être entendue dans le film The Losers publié en 2010. On en entend une partie pendant le film et dans le générique de fin. On peut aussi l'entendre lors de la scène finale de la série Les Soprano. Elle est aussi très présente dans la série Glee.

## Historique
La chanson est sortie en octobre 1981 en tant que deuxième single du septième album studio du groupe, Escape (1981) sur Columbia Records. Les crédits d'écriture se partagent entre le chanteur du groupe Steve Perry, le guitariste Neal Schon et le claviériste Jonathan Cain. Hymne rock mid-tempo, « Don't Stop Believin' » est mémorable pour son riff de piano d'ouverture distinctif et la première intervention du guitariste Neil Schon.
À l'aube des années 1980, Journey devenait l'un des groupes rock les plus réussis de l'époque. Le groupe a inclut Jonathan Cain aux claviers avant d'entrer en studio pour enregistrer l'album Escape. Cain avait gardé le titre de la chanson des encouragements que son père lui avait donnés en tant que musicien en difficulté vivant sur Sunset Boulevard à Los Angeles. La chanson est inhabituelle en ce que son refrain n'arrive que lorsque la chanson est presque terminée, sa structure se compose de deux pré-refrains et de trois couplets avant d'arriver à son crochet central. Le groupe a enregistré la chanson en une seule prise aux Fantasy Studios de Berkeley, en Californie.
Un des 10 meilleurs succès mondiaux en 1981, Don't Stop Believin' est devenu la chanson phare du groupe et a continué à perdurer au fil des ans. Des décennies après sa sortie, elle est devenue la piste numérique la plus vendue du XXe siècle, avec plus de sept millions de téléchargements. Les critiques ont acclamé ses qualités d'hymne. Le magazine musical Rolling Stone l'a classée parmi ses 500 plus grandes chansons de tous les temps. En 2021, elle a reçu le Grammy Hall of Fame Award avant d'être inscrite en 2022 dans le registre national des enregistrements (National Recording Registry) de la bibliothèque du Congrès à Washington pour son « importance sur le plan culturel, historique ou esthétique »,. Les reprises ont inclus le casting de la comédie dramatique américaine Glee en 2009, qui a surpassé l'original au niveau international.
Le claviériste original Gregg Rolie, avec le groupe depuis ses tout débuts, est parti à l'amiable en 1980, laissant le quatuor sans l'un de ses compositeurs importants. Rolie a recommandé aux membres de Journey d'inviter Jonathan Cain du groupe britannique The Babys pour être son remplaçant permanent, celui-ci a accepté et rejoint le groupe alors qu'ils se préparaient à enregistrer son prochain album, Escape (1981).
Pour se préparer à écrire celui-ci, Journey a loué un entrepôt à Oakland, en Californie, où ils ont travaillé quotidiennement pour terminer les arrangements et développer de nouvelles idées. Cain a trouvé le titre et le crochet de la chanson; cela découlait de quelque chose que son père lui disait souvent lorsqu'il était un musicien en difficulté vivant sur Sunset Boulevard à Los Angeles. Cain n'a pas réussi et était prêt à abandonner, et chaque fois qu'il appelait à la maison en étant désespéré, son père lui disait : « N'arrête jamais de croire ou tu es fini, mon fils. » Le guitariste Neil Schon a inventé le caractère distinctif de la chanson soit la ligne de basse, et Steve Perry a suggéré à Cain d'écrire un riff de piano entraînant pour compléter cette ligne de basse. Le batteur Steve Smith a ajouté au sommet un backbeat rock standard et a demandé au guitariste Neil Schon de jouer des arpèges de doubles croches sur le reste de l'instrumentation, comme s'il était un "train" guidant la chanson dans sa direction.
Ce motif a également inspiré le texte de la chanson. Cain et Perry pensaient que les images évoquaient l'histoire de deux jeunes laissant derrière eux des vies passées dans leur ville natale et montant à bord d'un train de minuit vers n'importe où loin de chez eux. Perry aimait le concept que les personnages soient une fille d'une petite ville et un garçon ayant grandi dans une grande ville. "Nous avons estimé que chaque jeune a un rêve et parfois, là où vous grandissez, ce n'est pas là où vous êtes destiné à être", a déclaré Cain. Ils ont enregistré les progrès de la journée sur des cassettes et les ont ramenés à la maison pour un examen plus approfondi. Smith a estimé qu'un rythme rock régulier ne conviendrait pas à toute la chanson, il l'a donc complété par des ajouts mélodiques et syncopés sur les tam-tams et la cloche à vache, augmentant sa complexité au fur et à mesure que la chanson se construit. La chanson a été construite à l'envers, car le crochet du titre était les seules paroles que le groupe avait initialement développées.
La chanson fut enregistrée aux Fantasy Studios à Berkeley, en Californie. Perry a eu un rhume le jour de l'enregistrement et n'a pas pu le faire, donc une version instrumentale a d'abord été enregistrée en son absence. Les musiciens ont trouvé le tempo de la chanson et les différentes sections difficiles à enregistrer, en particulier l'intro de Cain et du bassiste Ross Valory. Le coproducteur Mike Stone a activé une piste de clic verbal pour que le groupe s'entraîne et après une vingtaine de minutes, ils ont éteint la machine et enregistré la chanson en direct en une seule prise. Perry a rejoint Journey la semaine suivante et a également ajouté sa voix en une seule prise. Au total, la chanson et son album correspondant se sont retrouvés sous son budget et en deux mois environ. Cain était reconnaissant que Perry ait donné à ses idées un poids égal compte tenu de son statut de nouveau membre du groupe.

### Personnel
Musiciens sur la version originale de l'album studio Escape :
- Steve Perry – chant
- Neal Schon – guitares, chœurs
- Ross Valory – basse, chœurs
- Jonathan Cain – claviers, chœurs
- Steve Smith – batterie, percussions

Musiciens sur la version de l'album live Revelation :
- Arnel Pineda – chant
- Neal Schon – guitares, chœurs
- Ross Valory – basse, chœurs
- Jonathan Cain – claviers, chœurs
- Deen Castronovo – batterie

## Incidence sur la culture populaire
En 2007, la chanson a gagné une couverture médiatique et une forte croissance en popularité pour son utilisation dans la célèbre scène finale de la série The Sopranos de HBO. Steve Perry a d'abord hésité à autoriser l'utilisation de la chanson dans la série, mais a ensuite accepté. Les téléchargements numériques de la chanson ont grimpé en flèche après la diffusion de l'épisode et l'exposition a motivé les membres du groupe à surmonter les difficultés qu'ils avaient à l'époque et à trouver un chanteur pour remplacer l'ancien Steve Augeri, qui lui-même avait succédé à Steve Perry.
La chanson a été couramment jouée pendant des années lors des matchs à domicile des Red Wings de Détroit, l'équipe locale de la Ligue nationale de hockey (LNH). Au cours des dernières minutes des victoires en séries éliminatoires, le volume est abaissé pendant la ligne « né et élevé dans le sud de Détroit », qui est chantée par les fans locaux. Il a été joué lors de la cérémonie de clôture du dernier match des Red Wings au Joe Louis Arena en 2017. Il est également utilisé lors d'autres évènements sportifs à Détroit.
La chanson est jouée lors de la 8e manche de chaque match à domicile des Giants de San Francisco. Steve Perry est détenteur d'un abonnement pour les Giants et a dirigé de manière mémorable la foule dans la chanson lors d'un match des Séries Mondiales en 2014. De plus, après que les Giants ont remporté les Séries mondiales en 2010, Fox Sports a utilisé la chanson pour clôturer leur couverture d'après-match du cinquième et décisif match de la série.
La chanson a reçu un coup de pouce lorsqu'elle a été utilisée comme numéro de clôture dans Rock of Ages, une comédie musicale mettant en vedette des succès des années 80. Le spectacle s'est déroulé à Broadway de 2009 à 2015, et en 2012 a été transformé en un film mettant en vedette Tom Cruise.
La chanson est utilisée dans la lutte professionnelle par Silas Young comme musique d'entrée sur le circuit indépendant, bien qu'en raison de problèmes de droits musicaux, il ait utilisé de la musique interne commandée par Ring of Honor lors de la lutte pour cette promotion.
En 2020, la chanson a été utilisée dans une publicité Toyota Hilux. Dans la publicité, Avec l'aide de son Hilux, un père revient sur ses pas dans un voyage épique pour aider sa fille à retrouver son jouet perdu.

## Classements

### Version de Journey
| Classement (1981-82)      | Meilleure position |
| ------------------------- | ------------------ |
| États-Unis (Hot 100)      | 9                  |
| Pays-Bas (Single Top 100) | 50                 |

| Classement (2010)         | Meilleure position |
| ------------------------- | ------------------ |
| Pays-Bas (Single Top 100) | 68                 |
| Suède (Sverigetopplistan) | 25                 |

| Classement (2013)            | Meilleure position |
| ---------------------------- | ------------------ |
| Autriche (Ö3 Austria Top 40) | 70                 |

| Classement (1981)            | Meilleure position |
| ---------------------------- | ------------------ |
| États-Unis (Cashbox Top 100) | 58                 |

| Classement (1982)    | Meilleure position |
| -------------------- | ------------------ |
| États-Unis (Hot 100) | 73                 |

## Parodie
En décembre 2020, le blogueur et youtubeur britannique LadBaby (en) sort une parodie de la chanson, sous le titre Don't Stop Me Eatin', qui se classe no 1 au Royaume-Uni pendant la semaine de Noël 2020.
Il s'agit d'un single caritatif dont les bénéfices sont reversés à l'ONG The Trussell Trust (en) qui coordonne le réseau national de banques alimentaires au Royaume-Uni,.